# Llista de peixos d'Escòcia

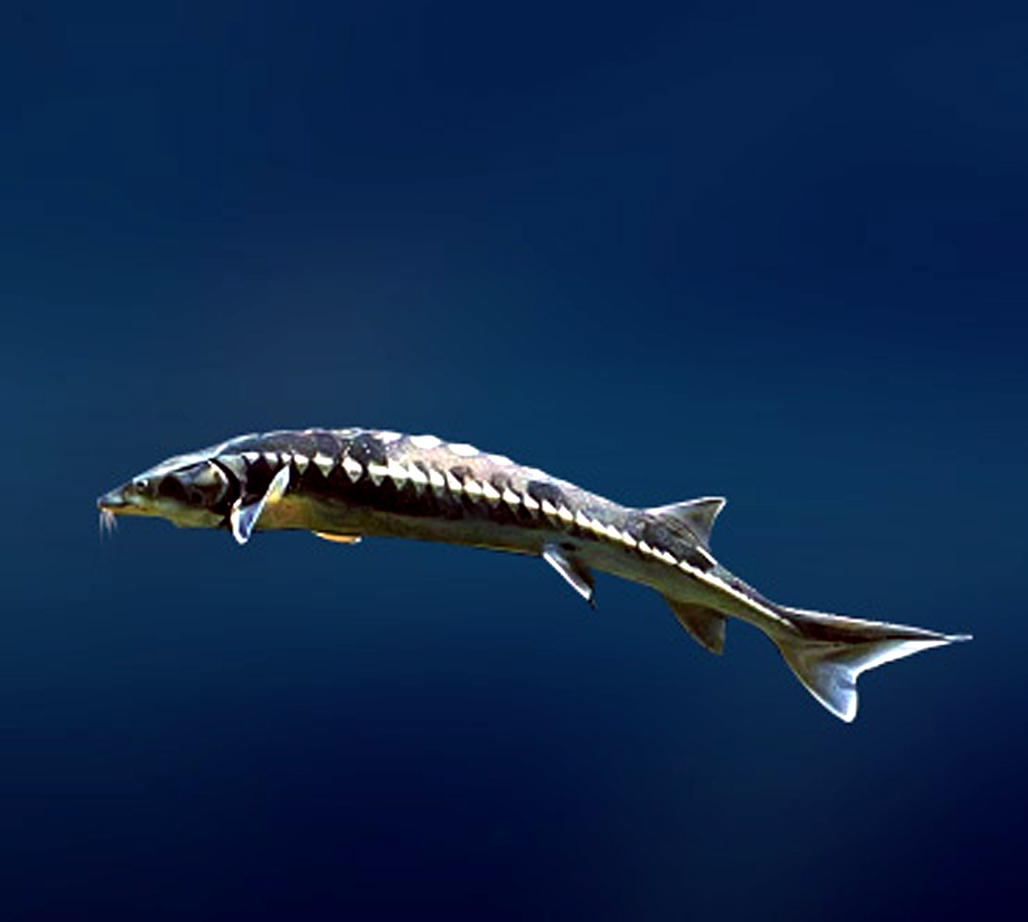
Acipenser sturio

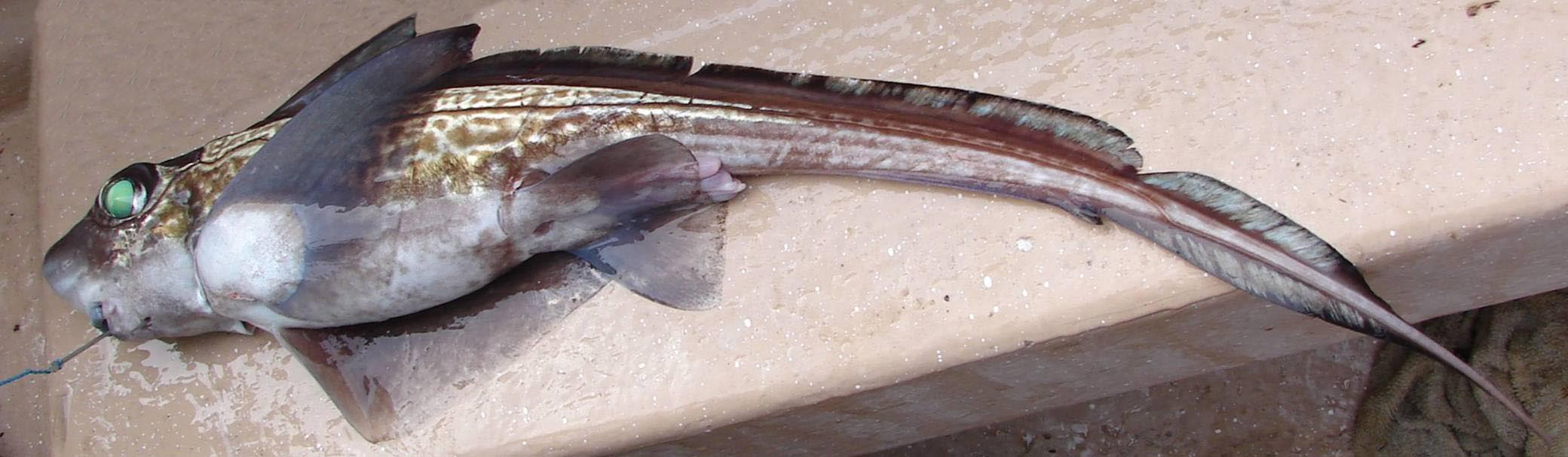
Chimaera monstrosa

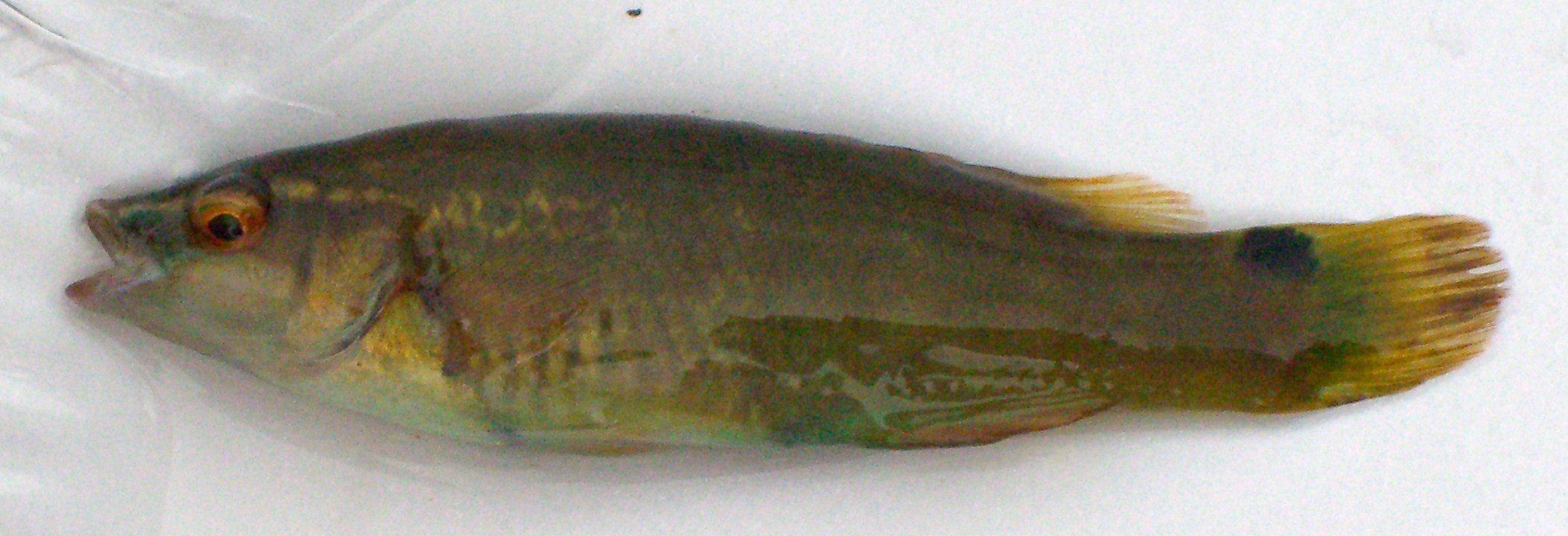
Ctenolabrus rupestris

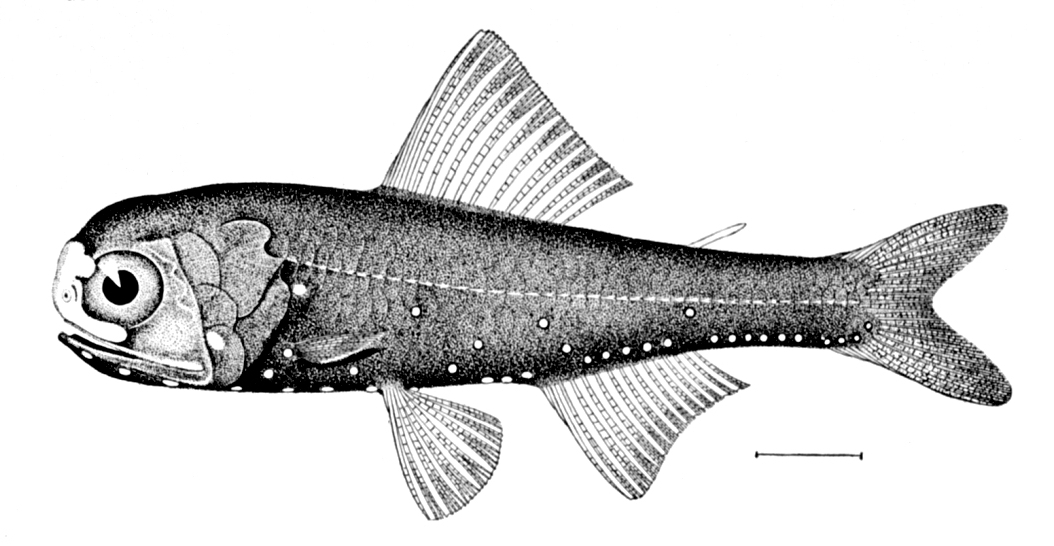
Fanalet de Cocco (Diaphus metopoclampus)

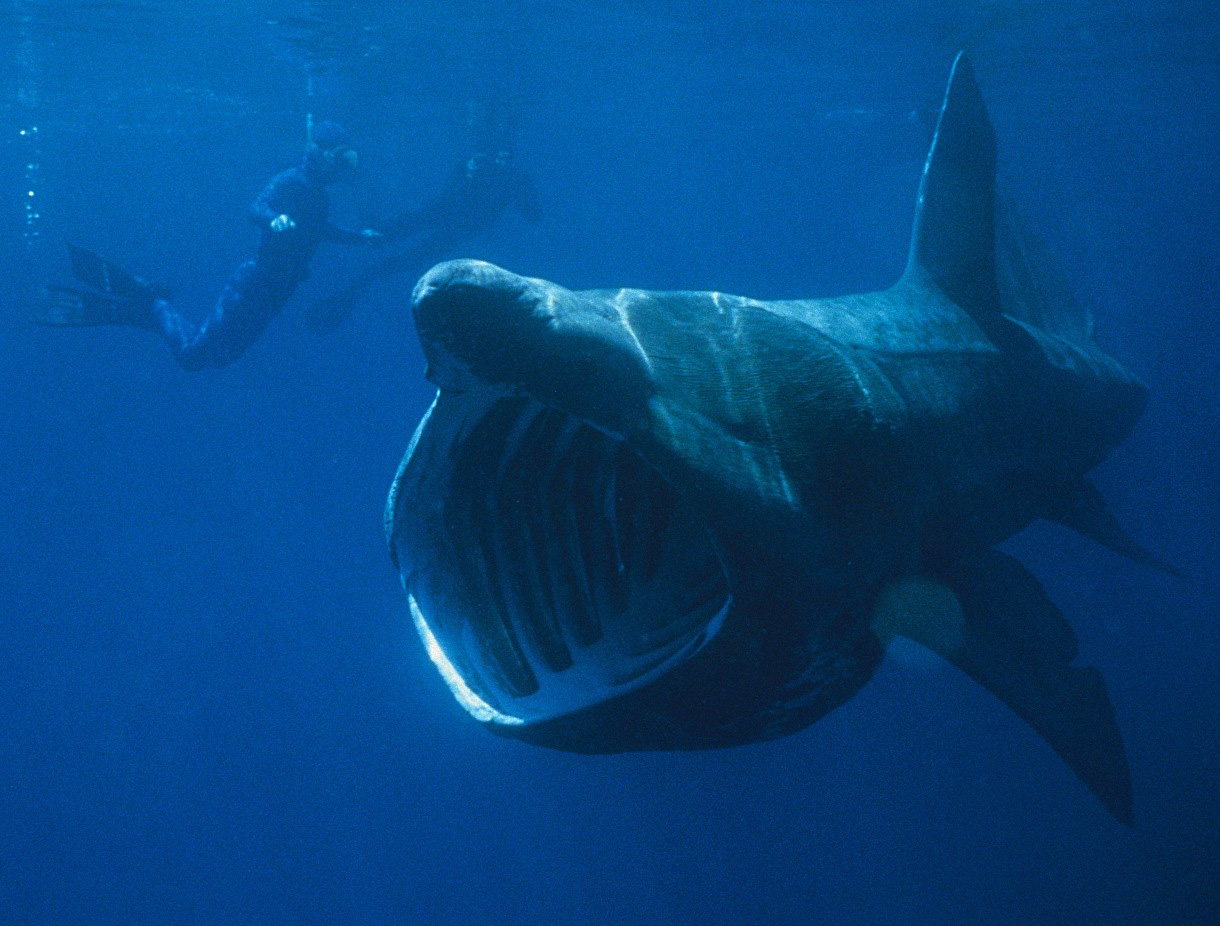
Tauró pelegrí (Cetorhinus maximus)

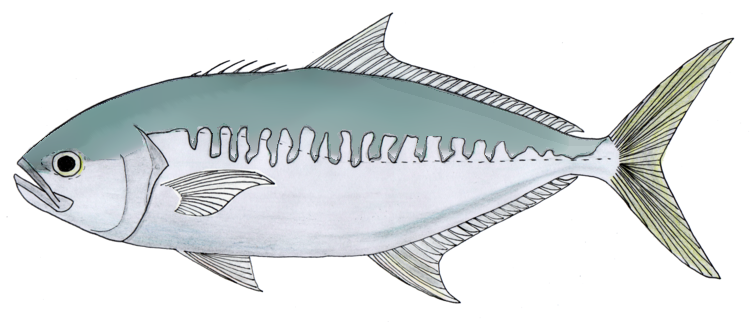
Lletxa (Campogramma glaycos)

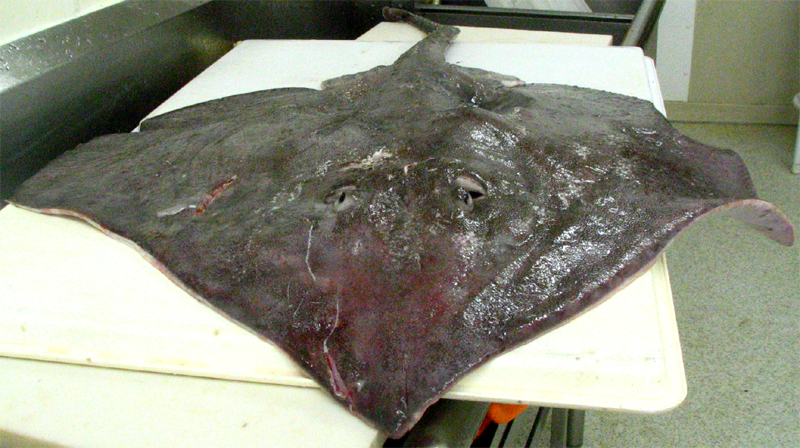
Rajada de cua espinosa (Bathyraja spinicauda)

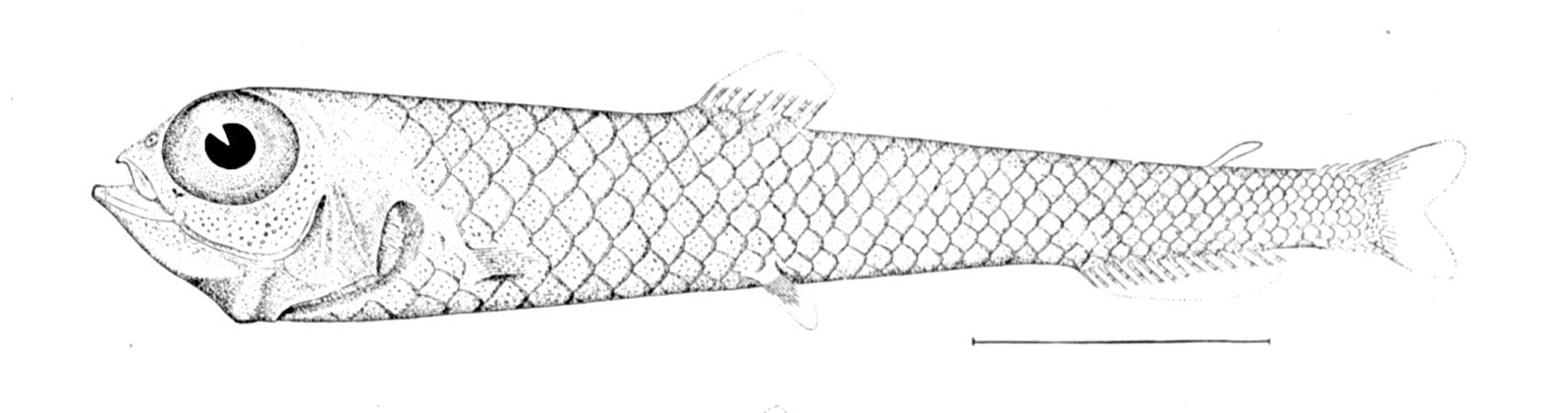
Bathylagus euryops

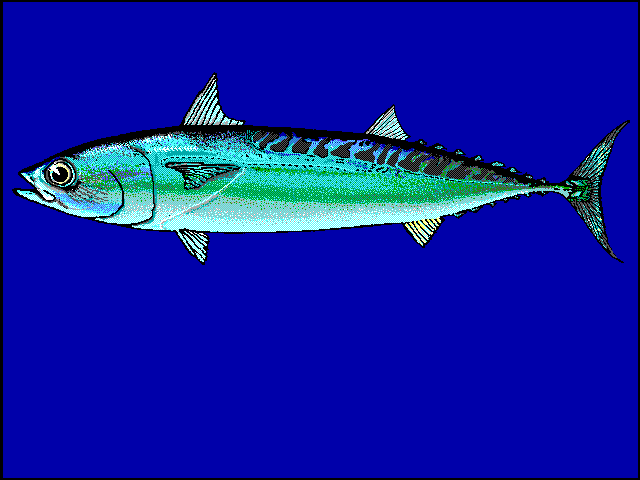
Auxis rochei rochei

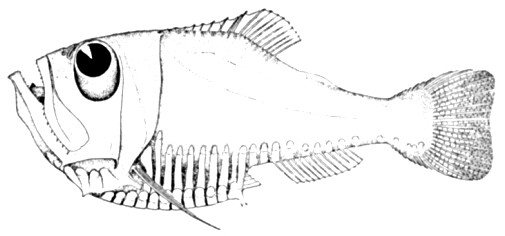
Argyropelecus hemigymnus

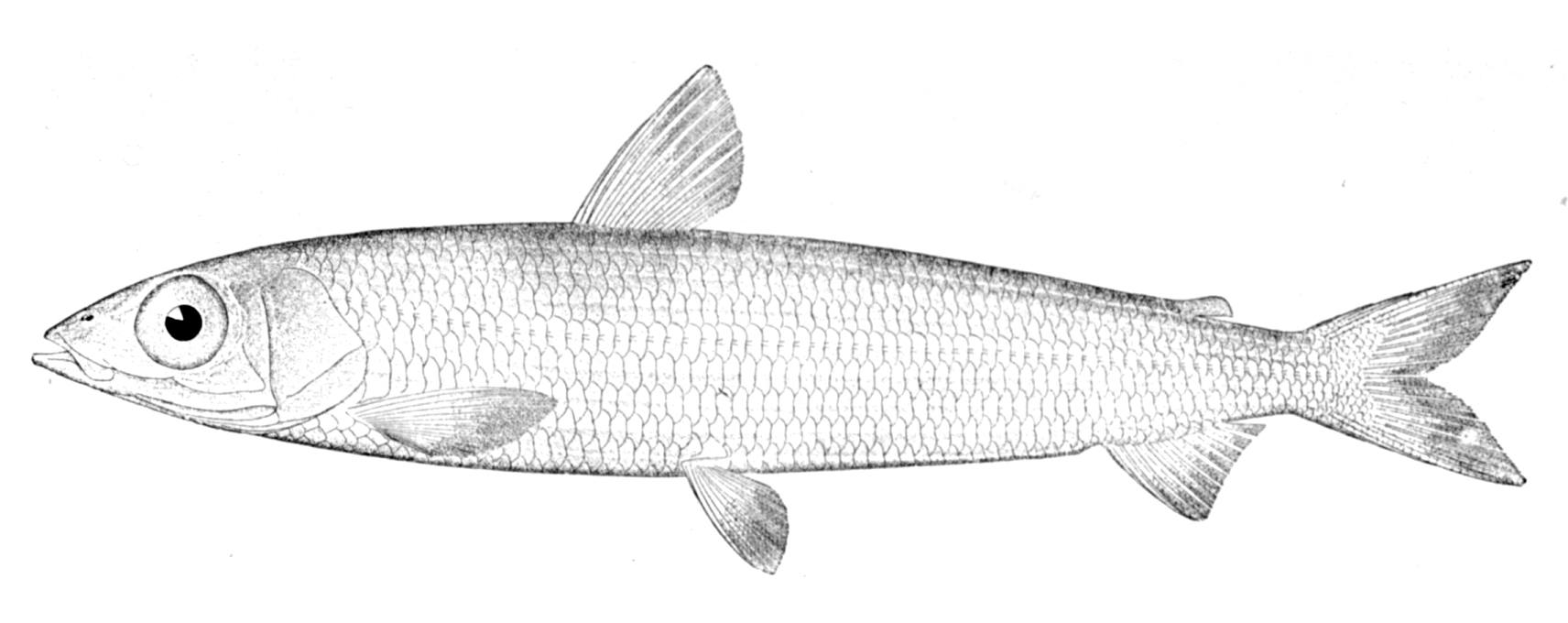
Argentina silus

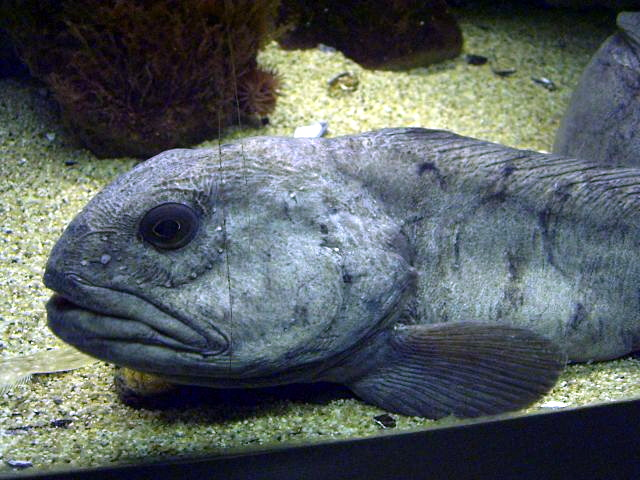
Anarhichas lupus

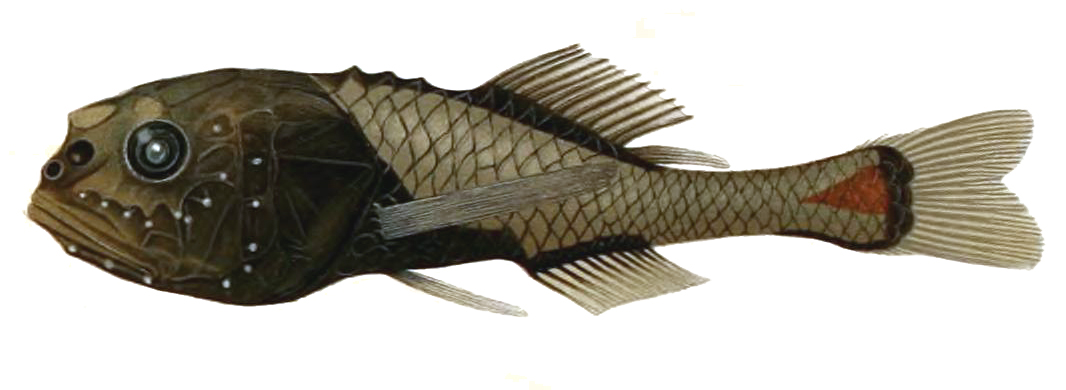
Poromitra crassiceps

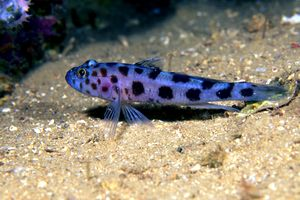
Thorogobius ephippiatus

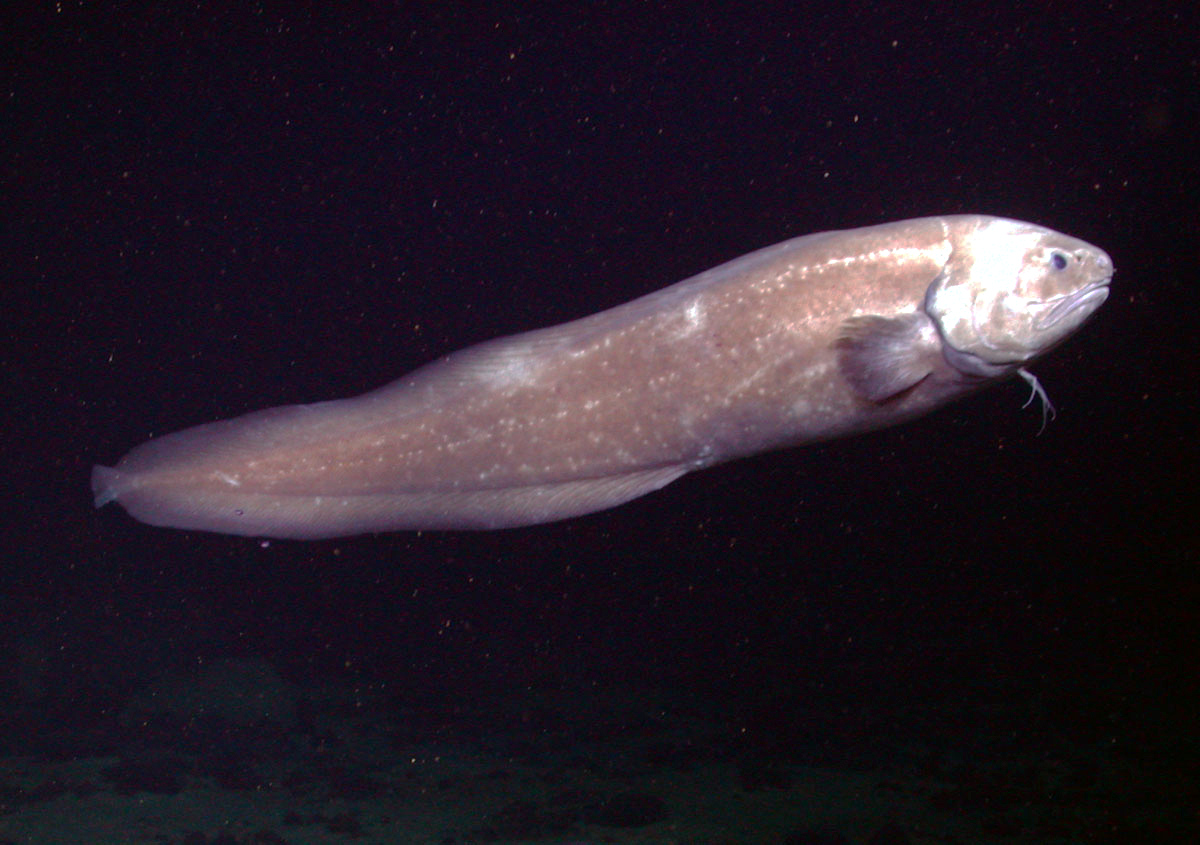
Spectrunculus grandis

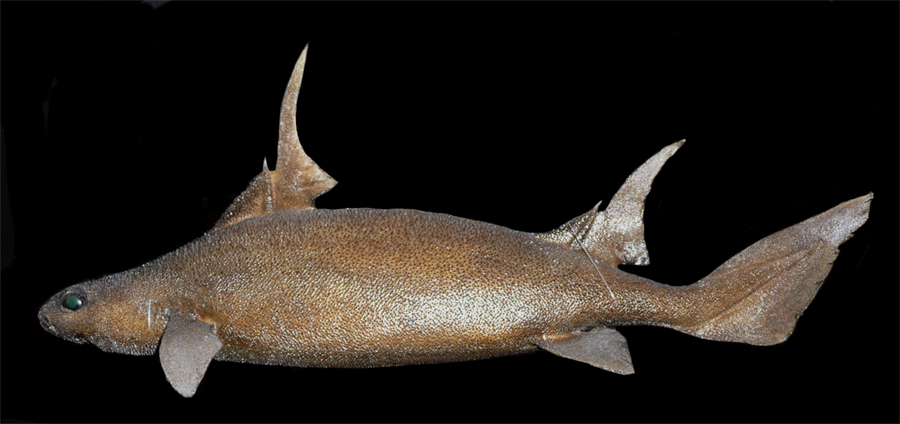
Oxynotus paradoxus

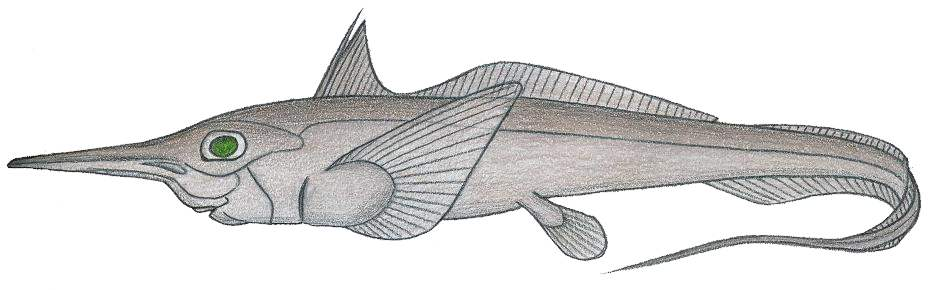
Harriotta raleighana

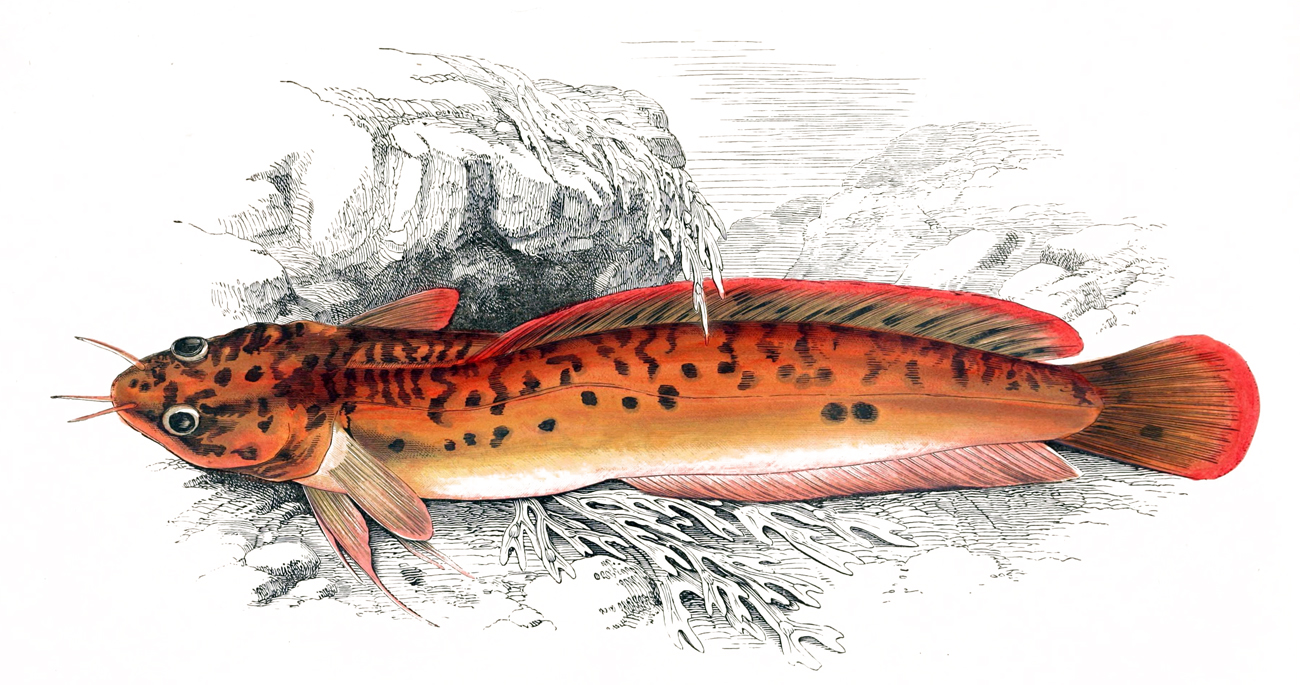
Gaidropsarus vulgaris

Aquesta llista de peixos d'Escòcia -incompleta- inclou 142 espècies de peixos que es poden trobar a Escòcia ordenades per l'ordre alfabètic de llur nom científic.

## A
- Acipenser sturio
- Alosa fallax
- Amblyraja hyperborea
- Amblyraja radiata
- Anarhichas lupus
- Anguilla anguilla
- Apletodon dentatus dentatus
- Apletodon microcephalus
- Apristurus microps
- Arctozenus risso
- Argentina silus
- Argentina sphyraena
- Argyropelecus hemigymnus
- Argyropelecus olfersii
- Arnoglossus imperialis
- Arnoglossus laterna
- Artediellus atlanticus
- Atherina presbyter
- Auxis rochei rochei

## B
- Bathylagus euryops
- Bathyraja spinicauda
- Boops boops
- Brosme brosme

## C
- Campogramma glaycos
- Capros aper
- Centrolabrus exoletus
- Cepola macrophthalma
- Cetorhinus maximus
- Chelidonichthys lucerna
- Chimaera monstrosa
- Chlamydoselachus anguineus
- Clupea harengus
- Conger conger
- Coregonus clupeoides
- Coregonus lavaretus
- Coregonus vandesius
- Cottunculus microps
- Cottus gobio
- Crystallogobius linearis
- Ctenolabrus rupestris

## D
- Dalatias licha
- Dentex dentex
- Diaphus metopoclampus
- Diaphus rafinesquii
- Diplecogaster bimaculata bimaculata
- Dipturus batis
- Dipturus oxyrinchus
- Diretmus argenteus

## E
- Echinorhinus brucus
- Echiodon drummondii
- Electrona risso
- Engraulis encrasicolus
- Entelurus aequoreus
- Etmopterus princeps
- Eutrigla gurnardus

## G
- Gaidropsarus vulgaris
- Gobius paganellus
- Gobiusculus flavescens
- Gymnammodytes semisquamatus
- Gymnocephalus cernua

## H
- Harriotta raleighana
- Helicolenus dactylopterus dactylopterus
- Hexanchus griseus
- Hippocampus guttulatus

## L
- Lamna nasus
- Lampetra fluviatilis
- Lampris guttatus
- Lepadogaster purpurea
- Leucoraja circularis
- Leucoraja fullonica
- Leucoraja naevus
- Lipophrys pholis
- Lophius budegassa
- Lophius piscatorius

## M
- Magnisudis atlantica
- Maurolicus muelleri
- Micrenophrys lilljeborgii
- Mullus barbatus barbatus
- Myxine glutinosa

## N
- Nerophis lumbriciformis
- Normichthys operosus

## O
- Osmerus eperlanus
- Oxynotus paradoxus

## P
- Pagellus acarne
- Pagellus bogaraveo
- Parablennius gattorugine
- Paralepis coregonoides
- Petromyzon marinus
- Phrynorhombus norvegicus
- Polyprion americanus
- Pomatoschistus lozanoi
- Pomatoschistus minutus
- Poromitra crassiceps
- Poromitra nigriceps

## R
- Raja brachyura
- Raja clavata
- Raja montagui
- Rajella fyllae
- Ranzania laevis
- Rhinochimaera atlantica
- Rouleina attrita
- Rouleina maderensis
- Rutilus rutilus

## S
- Sagamichthys schnakenbecki
- Salmo ferox
- Salmo salar
- Salmo trutta trutta
- Salvelinus maxillaris
- Salvelinus struanensis
- Salvelinus youngeri
- Sarda sarda
- Sardina pilchardus
- Scomber scombrus
- Scomberesox saurus saurus
- Scophthalmus rhombus
- Searsia koefoedi
- Sebastes marinus
- Sebastes viviparus
- Sparus aurata
- Spectrunculus grandis
- Spinachia spinachia
- Spondyliosoma cantharus
- Sprattus sprattus
- Stomias boa ferox
- Symphodus bailloni
- Symphodus melops
- Syngnathus acus
- Syngnathus typhle

## T
- Taurulus bubalis
- Tetrapturus albidus
- Thorogobius ephippiatus
- Thunnus alalunga
- Thunnus thynnus
- Tinca tinca
- Torpedo marmorata
- Torpedo nobiliana
- Trachipterus arcticus
- Trachurus trachurus
- Triglops murrayi

## X
- Xenodermichthys copei

## Z
- Zeus faber
- Zoarces viviparus[1]